# 메죄차트구

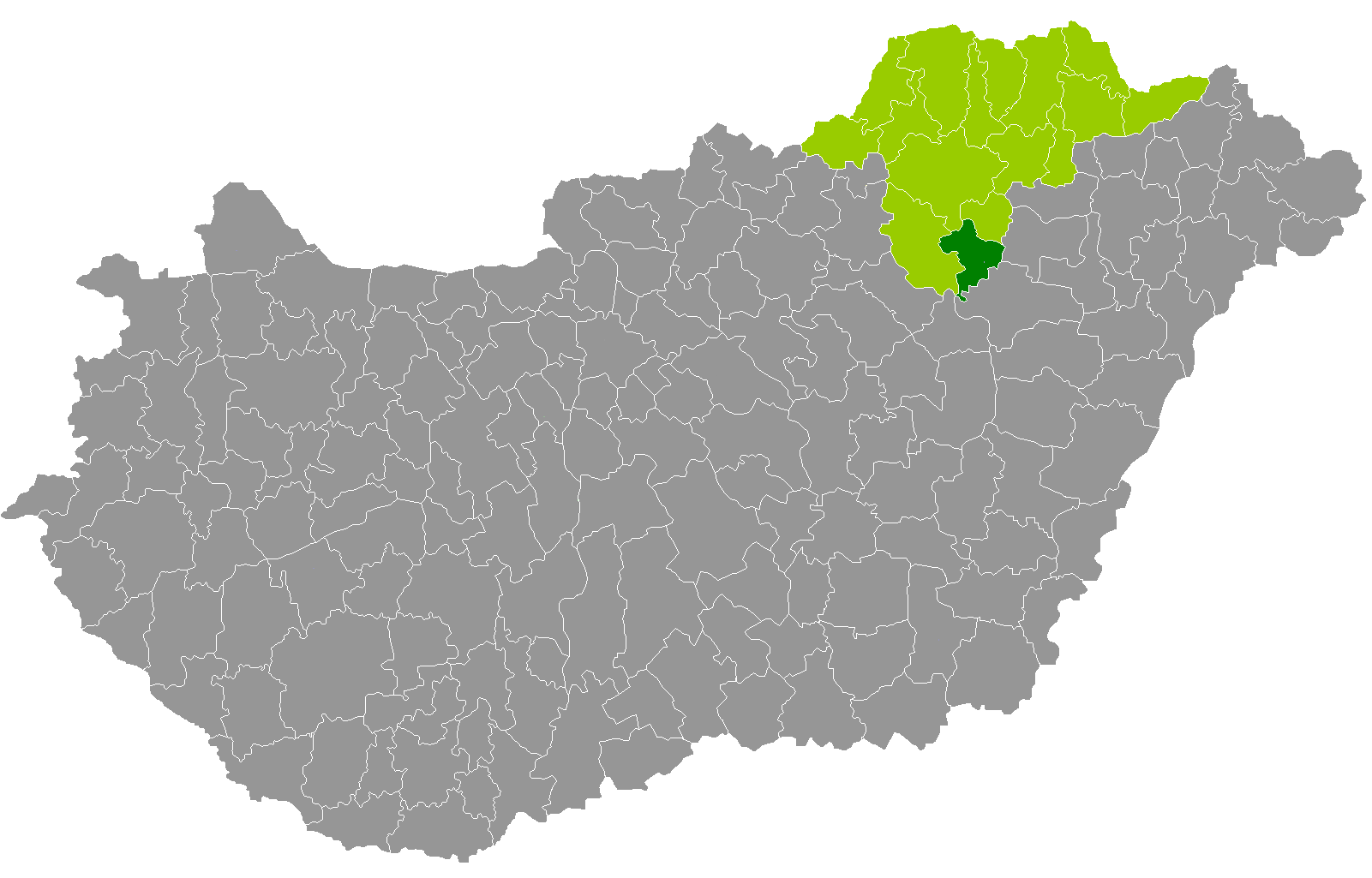
보르쇼드어버우이젬플렌주 지도에 표시된 메죄차트구의 위치

메죄차트구(헝가리어: Mezőcsáti járás)는 헝가리 보르쇼드어버우이젬플렌주에 위치한 구로 구청 소재지는 메죄차트이며 면적은 351.27km2, 인구는 14,446명(2011년 기준), 인구 밀도는 41명/km2이다.
북쪽으로는 미슈콜츠구, 티서우이바로시구, 동쪽과 남쪽으로는 허이두비허르주 허이두나나시구, 벌머주이바로시구, 서쪽으로는 메죄쾨베슈드구와 접한다. 8개 지방 자치체(1개 시, 7개 마을)를 관할한다.

구 문장